# Janina Klawe
Janina Zofia Klawe, także: Janina Z. Klave (ur. 16 stycznia 1921 w Baranowiczach, zm. 28 lutego 2008 w Warszawie) – polska tłumaczka literatury pięknej, historyk literatury.

## Życiorys
Inicjatorka (1977) i kierownik (1981–1984) sekcji luzo-brazylijskiej w Katedrze Iberystyki Uniwersytetu Warszawskiego.
Autorka publikacji poświęconych literaturze portugalskiej i brazylijskiej, tłumaczka literatury pięknej z języka portugalskiego i hiszpańskiego. Była wiceprezesem Towarzystwa Polsko-Brazylijskiego.
Odznaczona przez władze Portugalii, m.in. Krzyżem Komandorskim Orderu Infanta Henryka i Krzyżem Komandorskim Orderu Zasługi oraz przez prezydenta Brazylii Krzyżem Oficerskim Orderu Krzyża Południa (2002) za wybitne zasługi na rzecz języka i kultury luzo-brazylijskiej.
Była członkiem oddziału warszawskiego Stowarzyszenia Pisarzy Polskich.

## Twórczość
- Aluisio Azevedo twórca brazylijskiego naturalizmu (Wydawnictwa UW 1975)
- Kurs portugalskiego w laboratorium (oprac.; Uniwersytet Warszawski 1975)
- Curso de lingua portuguesa. P. 1 (wydanie II: Uniwersytet Warszawski 1976)
- Premodernizm w Brazylii : przedstawiciele nurtu społecznego w literaturze okresu 1900-1922 (Państwowe Wydawnictwo Naukowe 1977)
- Historia literatury portugalskiej: zarys (Zakład Narodowy im. Ossolińskich 1985, ISBN 83-04-0093-1-5)

## Przekłady (wybór)
- Machado de Assis, Wspomnienia pośmiertne Brasa Cubas (Wydawnictwo  Literackie 1974, 1977)
- Machado de Assis, Lustro i inne opowiadania (Wydawnictwo Literackie 1975)
- Aluísio Azevedo, Kariera (Wydawnictwo Literackie 1976)
- Ary Quintella, Bojowałem dobry bój (Wydawnictwo Literackie 1976)
- Machado de Assis, Quincas Borba (Wydawnictwo Literackie 1977)
- Nelida Pinon, Założyciel (Wydawnictwo Literackie 1977)
- Opowiadania brazylijskie (Wydawnictwo Literackie 1977)
- Maria Judite de Carvalho, Puste szafy (Wydawnictwo Literackie 1978)
- Opowiadania portugalskie XIX i XX w. (wespół z Krystyną i Wojciechem Chabasińskimi; Wydawnictwo Literackie 1978)
- Carlos de Oliveira, Pszczoła na deszczu (Wydawnictwo Literackie 1980, ISBN 83-08-0037-8-8)
- Paulo Rangel, Czarodziejka na karuzeli (Wydawnictwo Literackie 1980, ISBN 83-08-0018-5-8)
- Dalton Trevisan, Opowiadania wcale nie przykładne (Wydawnictwo Literackie 1980, ISBN 83-08-0009-7-5)
- Nowe opowiadania brazylijskie (Wydawnictwo Literackie 1982, ISBN 83-08-0038-0-X)
- Fernando Lopes, Kroniki królewskie: kronika portugalska (oprac. graf. Krzysztof Racinowski; Państwowy Instytut Wydawniczy 1983, ISBN 83-06-0080-3-0)
- Alfonso Henriques de Lima Barreto, Smutny koniec Polikarpa Quaresemy  (Wydawnictwo Literackie 1984, ISBN 83-08-0098-5-9)
- Fernando Namora, Człowiek w masce (Wydawnictwo Literackie 1985, ISBN 83-08-0149-7-6)
- Antonio Henrique de Oliveira Marques, Historia Portugalii. T. 1: do XVIII w. (Państwowe Wydawnictwo Naukowe 1987)
- Damião de Góis, Kronika wielce szczęśliwego króla Dom Manuela (1495-1521) (Państwowy Instytut Wydawniczy 1989, ISBN 83-06-0171-9-6)
- Fernando Pessoa, Księga niepokoju napisana przez Bernarda Soaresa (Czytelnik 1995, ISBN 83-07-0241-3-7; 2004, ISBN 83-07-0299-8-8)
- Rubem Fonseca, Wielkie emocje i uczucia niedoskonałe (Muza 1996, ISBN 83-70-7964-0-0; 2001, ISBN 83-72-0082-2-1)

## Opracowania i prace edytorskie (wybór)
- Eça de Queirós, Kuzyn Bazyli (autorka posłowia, Wydawnictwo Literackie 1978)
- Vergílio Ferreira, Objawienie (autorka posłowia, Wydawnictwo Literackie 1979, ISBN 83-08-0002-6-6)
- José Rodrigues Miguéis, Salome: legenda współczesna (autorka posłowia, Wydawnictwo Literackie 1980, ISBN 83-08-0019-4-7)
- Aquilino Ribeiro, Dwór w Romarigaes: kronika powieściowa (autorka posłowia, Wydawnictwo Literackie 1980, ISBN 83-03-0038-4-2)
- Urbano Tavares Rodrigues, Imitacja szczęścia (autorka posłowia, Wydawnictwo Literackie 1980, ISBN 83-08-0025-6-0)
- Antônio Cândido, José Aderaldo Castello, Presença da literatura brasileira: das origens ao modernismo (tłumaczenie wstępów z jęz. port. i redakcja naukowa, Uniwersytet Warszawski, Pracownia Kultury Portugalskiej i Brazylijskiej, Wydawnictwa UW 1980)
- Herberto Sales, Diamenty z Andarai (autorka posłowia; Wydawnictwo Literackie 1982, ISBN 83-08-0065-0-7)
- Mário de Andrade, Macunaima, bohater zupełnie bez charakteru: rapsodia (autorka posłowia, Wydawnictwo Literackie 1983)
- Oficjalne odkrycie Brazylii (oprac. i tłum. z port., Towarzystwo Polsko-Brazylijskie 1984)